# Rhodesiella albiseta
Rhodesiella albiseta är en tvåvingeart som först beskrevs av Becker 1911.  Rhodesiella albiseta ingår i släktet Rhodesiella och familjen fritflugor. Inga underarter finns listade i Catalogue of Life.